# Baltí
Jazyk baltí (بلتی transliterováno baltī; název baltština není příliš vhodný kvůli možné záměně se společným předkem dnešních baltských jazyků) patří do tibeto-barmské jazykové rodiny. Jde v podstatě o nářečí sousední ladákštiny; oba jazyky (baltí i ladákština) jsou vlastně archaickým dialektem tibetštiny, pravděpodobně ustrnulým z doby, kdy území Ladákhu a Baltistánu bylo součástí Tibetského království. Mnohé souhlásky, které se v moderní tibetštině píší, ale ve většině moderních tibetských nářečí nevyslovují, jsou v baltí pořád slyšet.
Baltí mělo své vlastní písmo, které bylo v 17. století nahrazeno písmem persko-arabským. Písmo přišlo s islámem, stejně jako perské výpůjčky ve slovní zásobě. Další výpůjčky jsou ze sousedních jazyků šína a burušaskí, nicméně 90 % slovní zásoby baltí sdílí s ladákštinou a se severotibetskými dialekty Amdo a Khan.

## Gramatika

### Podstatná jména
Podstatná jména nemají gramatický rod. Pokud je potřeba významově odlišit živé bytosti odlišných pohlaví, mají buď úplně odlišné lemma, nebo k nim lze přidat vhodnou příponu: po nebo pho pro mužské pohlaví, mo nebo ngo pro ženské: byapho = kohout, byango = slepice, bu = chlapec, syn, bongo = dívka, dcera.
Množné číslo se tvoří příponami. Končí-li jednotné číslo na souhlásku, připojuje se kun, končí-li na „a“ nebo „o“, připojuje se většinou ong, koncové „e“ se nahrazuje yon nebo yong, koncové „i“ se nahrazuje yung, „u“ se nahrazuje „ung“:
- nang-kun = domy
- byaphong = kohouti
- hrta = kůň, hrtan(g) = koně
- zgo = dveře, zgon(g) = dveře
- stakji = strom, stakjyung = stromy
- shoqbu = kniha, shokbung = knihy

Baltí rozlišuje 8 pádů.
- Základní tvar podstatného jména se používá jako nominativ, akuzativ a vokativ. Před podstatné jméno ve vokativu se vkládá částice Le!
- Genitiv často končí na „i“ nebo „e“: nang = dům, nang-i = domu; hrta = kůň, hrte = koně.
- Agentivní pád se tvoří příponou si a označuje podmět věty: Nga si zered = „Já říkám“.
- Lokativ je vlastně rozšířením genitivu, tj. všechny lokativní postpozice se připojují ke jmenné frázi v genitivu: nang-ing-nu = „v domě“.
- Ablativ se tvoří postpozicí na = z, od: nga na yambo = „se mnou“; do na drese = „s tím“.

- nominativ: ata = otec
- akuzativ: ata = otce
- agent: ati si = otcem
- genitiv: ati = otce
- dativ: ata la = otci
- ablativ: ata na = od otce, s otcem
- lokativ: ating nu = v otci, ati-kha = na otci…

### Zájmena
- nga = já
- khyang = ty
- yāng = vy (jedna osoba, zdvořile)
- kho = on
- mo = ona
- ngaya = my
- ngadang = my (zahrnuje kdekoho, včetně mluvčího a posluchače)
- khidang = vy
- yidang = vy (více osob, zdvořile)
- khundang = oni

Bohatě se využívají zvratná zájmena, např. ngang = „já si“, khwang = „on si“.

#### Tázací zájmena
- Su? = kdo?
  - Khyang su-in? = „Kdo jsi?"
  - Su-i-kha phoqs? = „Na koho to spadlo?"
- Go? = který?
- Chī? = co?

### Číslovky
| Baltí | Česky |
| scik  | jeden |
| ngis  | dva   |
| gsum  | tři   |
| bzhi  | čtyři |
| gha   | pět   |
| truk  | šest  |
| bdun  | sedm  |
| bgyat | osm   |
| rgu   | devět |
| bcu   | deset |